# Anders Grönroos
Anders Grönroos, född 16 september 1970 i Åbo, är en finlandssvensk musiker och musikproducent. 
Anders Grönroos turnerar i Finland och en del i Sverige, mest med barnmusik under namnet Apan Anders. Sedan han 1994 började arbeta med musik på heltid har han gjort över 3 500 barnkonserter och många hundra konserter för unga och vuxna.
Apan Anders har gett ut sju barnskivor, den senaste hösten 2016. Författarna Tove Appelgren, Marita Lindquist och Peter Sandström har skrivit och skriver skriver sångtexter till Apan Anders. Anders Grönroos tonsätter texterna. Basisten, producenten Stefan Kilju Lindblom i Vasa arrangerar och spelar in skivorna. Förutom Apan Anders så producerar han och medverkar i barnteateruppsättningar.
Fram till 2015 turnerade han för en vuxen publik, under namnet Anders Grönroos, oftast med gitarristen Anders Östling. Peter Sandström skrev sångtexterna, ofta tillsammans med Anders Grönroos. Samtidigt jobbade han via sitt musikbolag Estrad Finland med att arrangerar  turnéer (skolturnéer, Barnens Kalasturné) och turnéer och konserter i Finland med svenska artister bl.a. Stefan Sundström, Jack Vreeswijk. Estrad Finland arrangerade också en turné med Povel Ramel, hans sista i Finland. Festivalen Visfest 2005–2008, sköttes också av Estrad Finland. 
Han driver Barnens Estrad som producerar barnteater, turnéer och evenemang. www.estrad.fi 
Han har tre barn.